# Église Saint-Jean-Baptiste de Clermont-Dessous
L'église Saint-Jean-Baptiste est une église catholique située à Clermont-Dessous, en France.

## Localisation
L'église est située dans le département français de Lot-et-Garonne, sur la commune de Clermont-Dessous.

## Historique

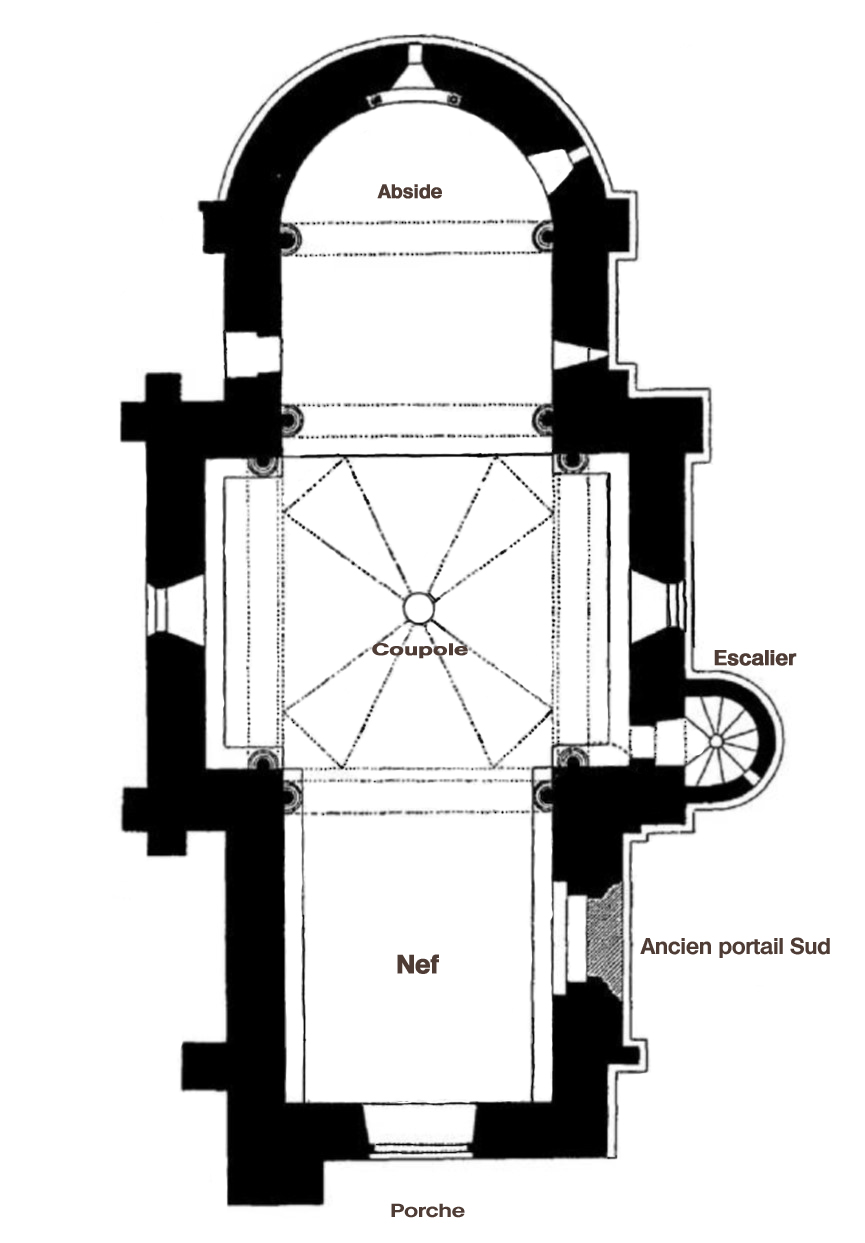
Plan de l'église
(Congrès archéologique de France 1901)

L’église paroissiale Saint Jean-Baptiste a été construite au XIIe siècle au sommet du promontoire portant le château, isolé du village par un fossé, dans le style roman avec une coupole. L'église participait à la défense du site avec sa tour placée au-dessus de la croisée du transept peu saillant servant à la surveillance de la contrée.
Elle est mentionnée comme prieuré de bénédictins en 1520, dépendant de l’abbaye de Clairac, donnée en 1604 par Henri IV au chapitre de la basilique Saint-Jean-de-Latran. 
L’église était la chapelle castrale, la litre seigneuriale étant encore visible autour de la nef en 1734, comme l’atteste une description du curé de l’époque qui notait également que la voûte du cœur était « peinte de vieilles peintures et personnages avec des instructions en caractère gothique ».
C'est en 1793 que l'église passe sous la juridiction de Saint-Médard. L'ancien portail roman ouvrant au sud, réparé à la fin du XVe ou au début du XVIe siècle, est probablement muré à l’occasion du percement du portail occidental et de la construction du porche en 1783, comme le montre la date portée sur l’agrafe du portail et sur la clé de l’arc du porche. 
Le clocher a été foudroyé en 1822 et réparé en 1823. L'église a été restaurée par l’architecte agenais Albert Courau vers 1880 , avec l'enlèvement de l’enduit intérieur et la suppression des boiseries du cœur.
L'édifice est classé au titre des monuments historiques en 1908,.

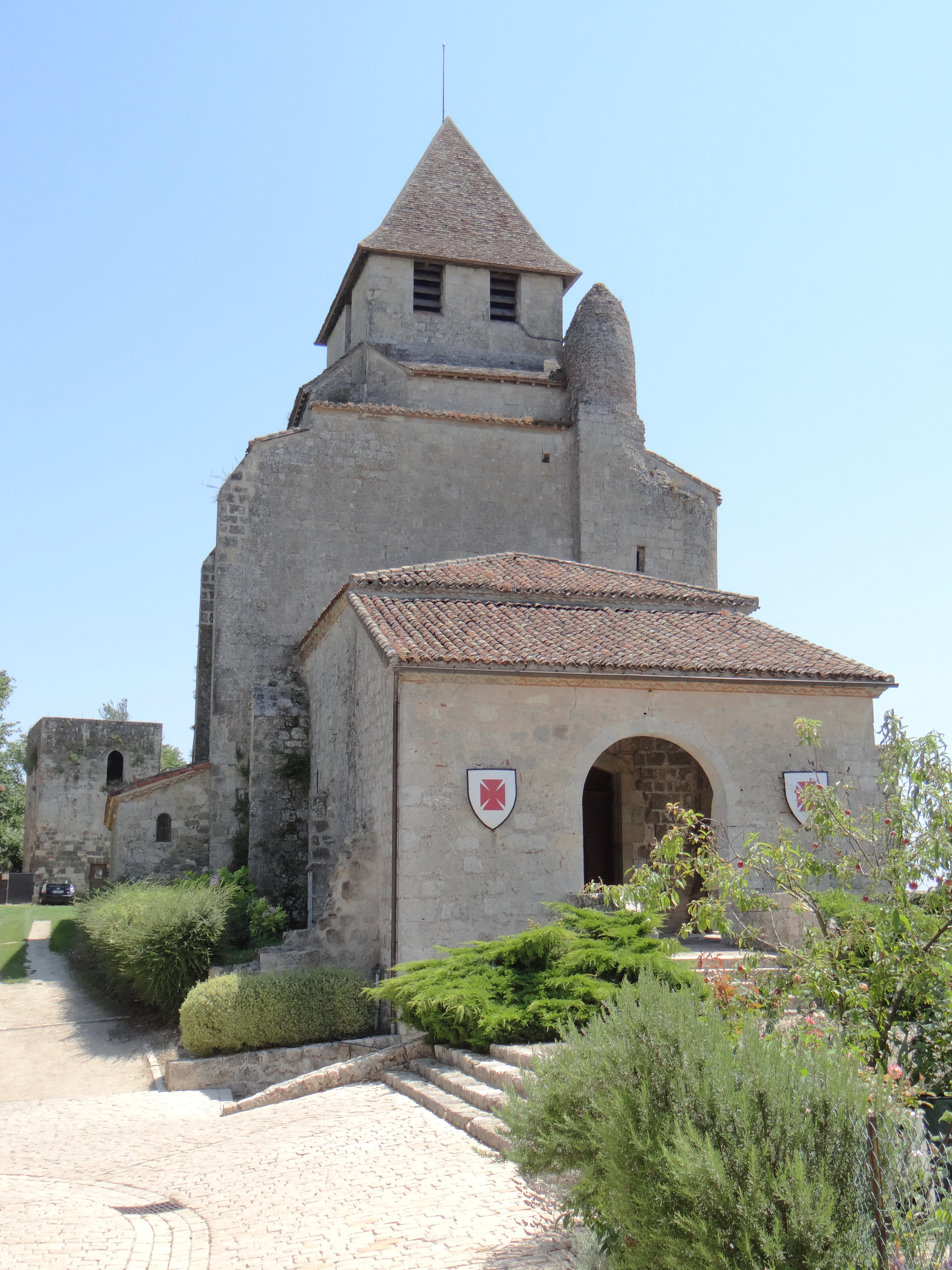
L'église et le donjon du château
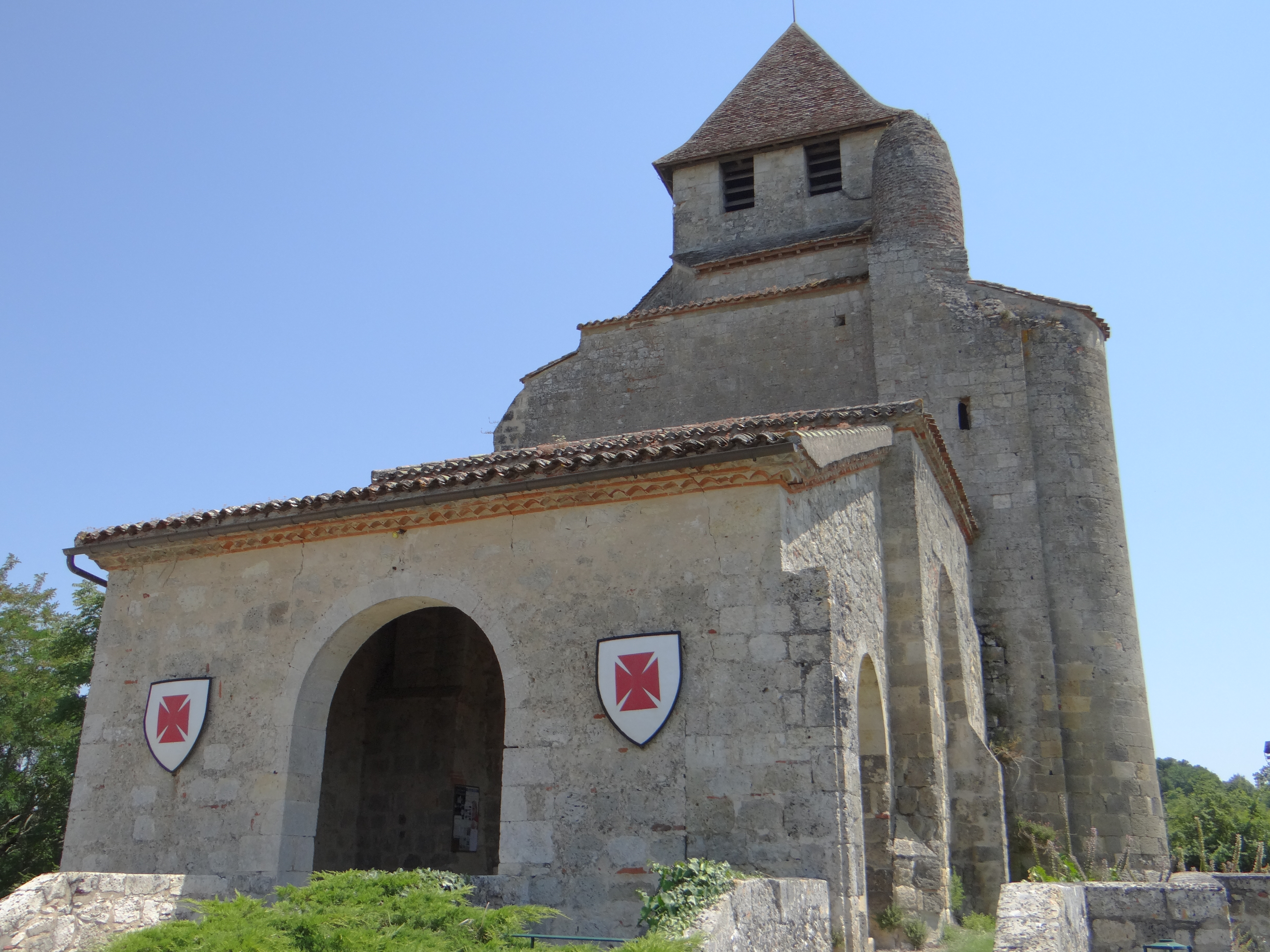
Le porche

## Description
L'originalité de l'église romane vient de sa coupole située sous la tour, à la croisée du transept. Il n'y a pas d'autre exemple dans l'Agenais. Ce n'est pas une calotte hémisphérique sur pendentifs. Elle est à huit pans inégaux lui donnant la forme d'une coupole rectangulaire dont les angles sont coupés. Les pans rectangulaires s'appuient sur les murs reposant sur les arcs doubleaux de la croisée. Les pans coupés s'appuient sur des trompes en forme de niches circulaires.

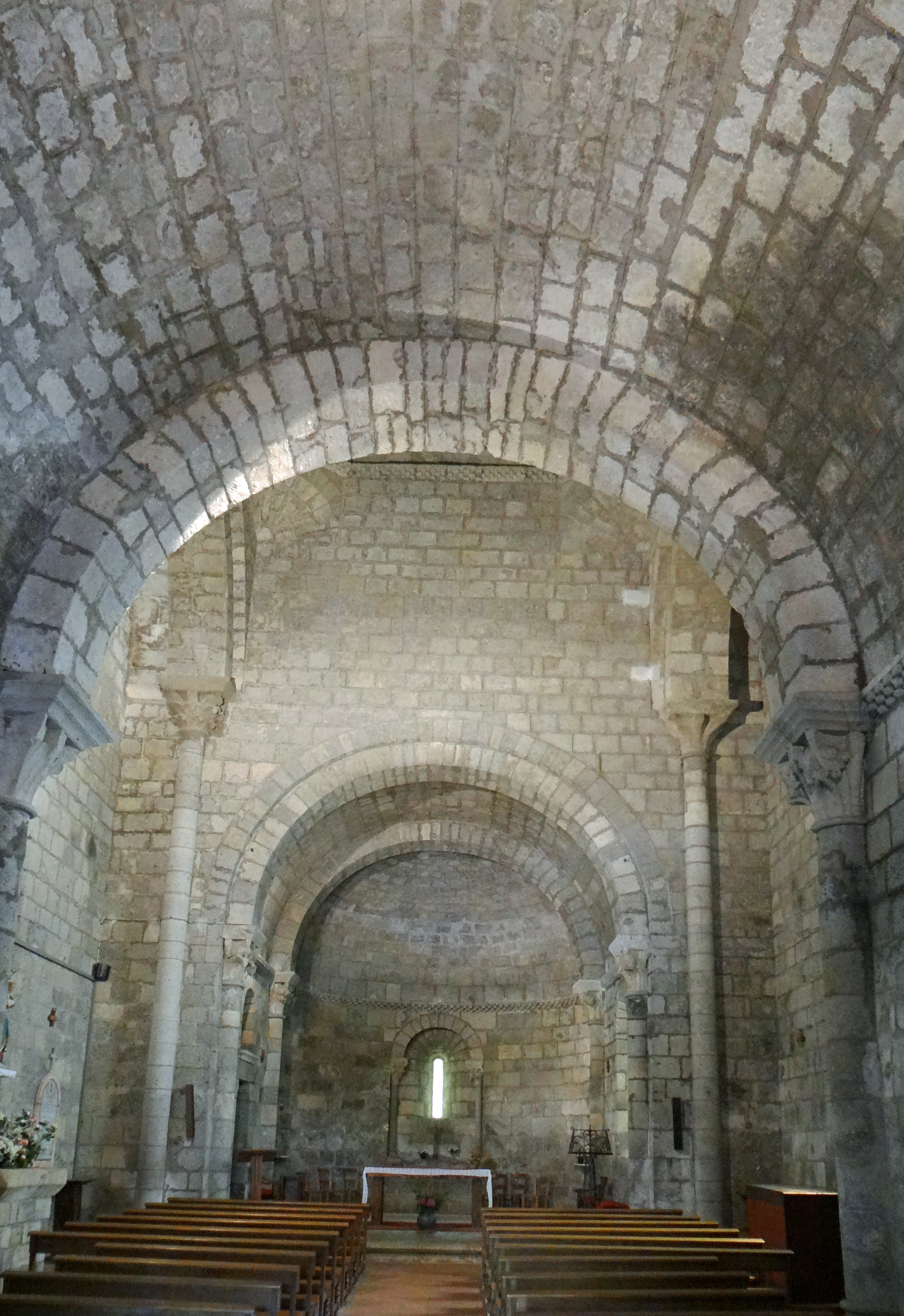
Nef
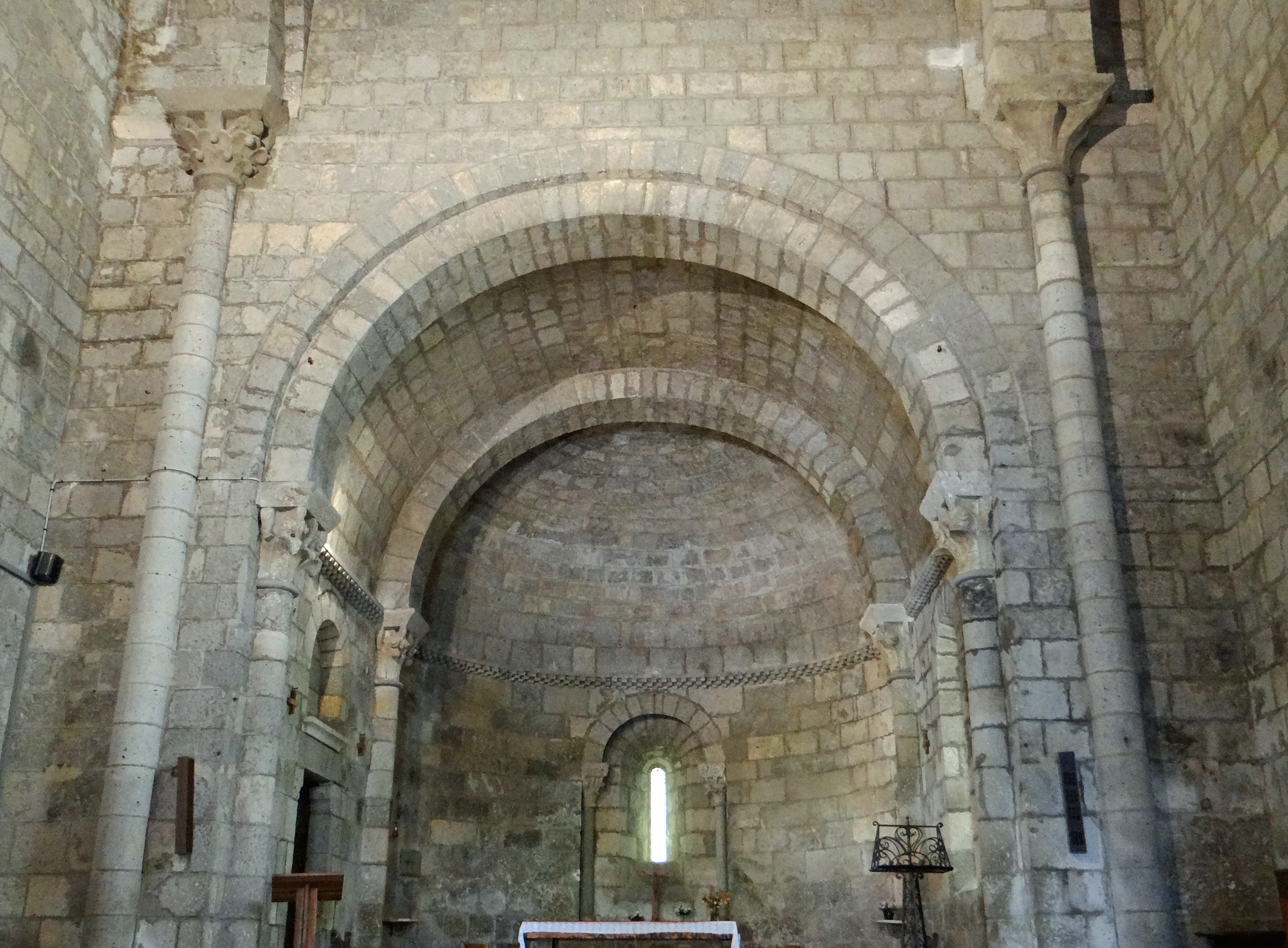
Abside
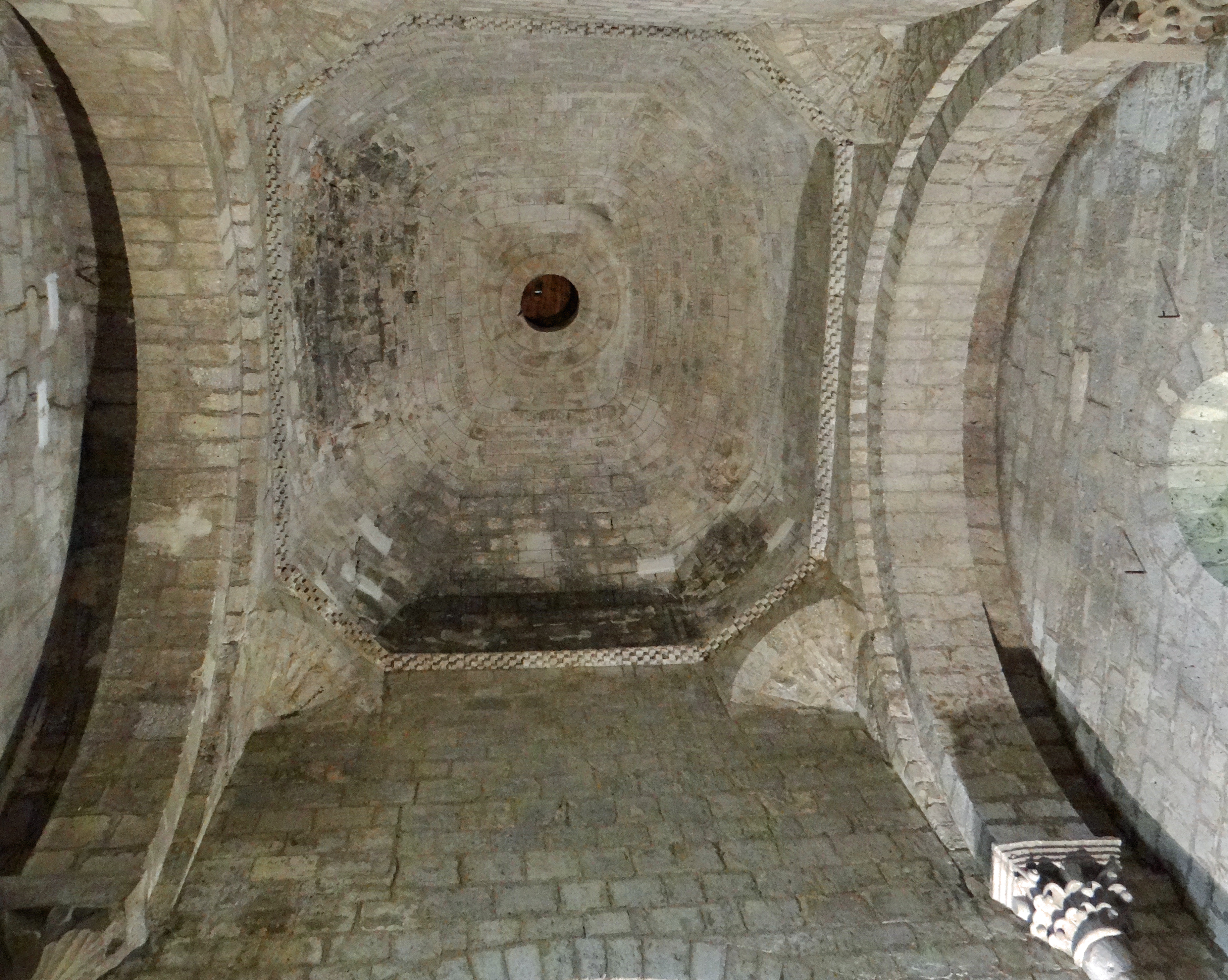
Coupole
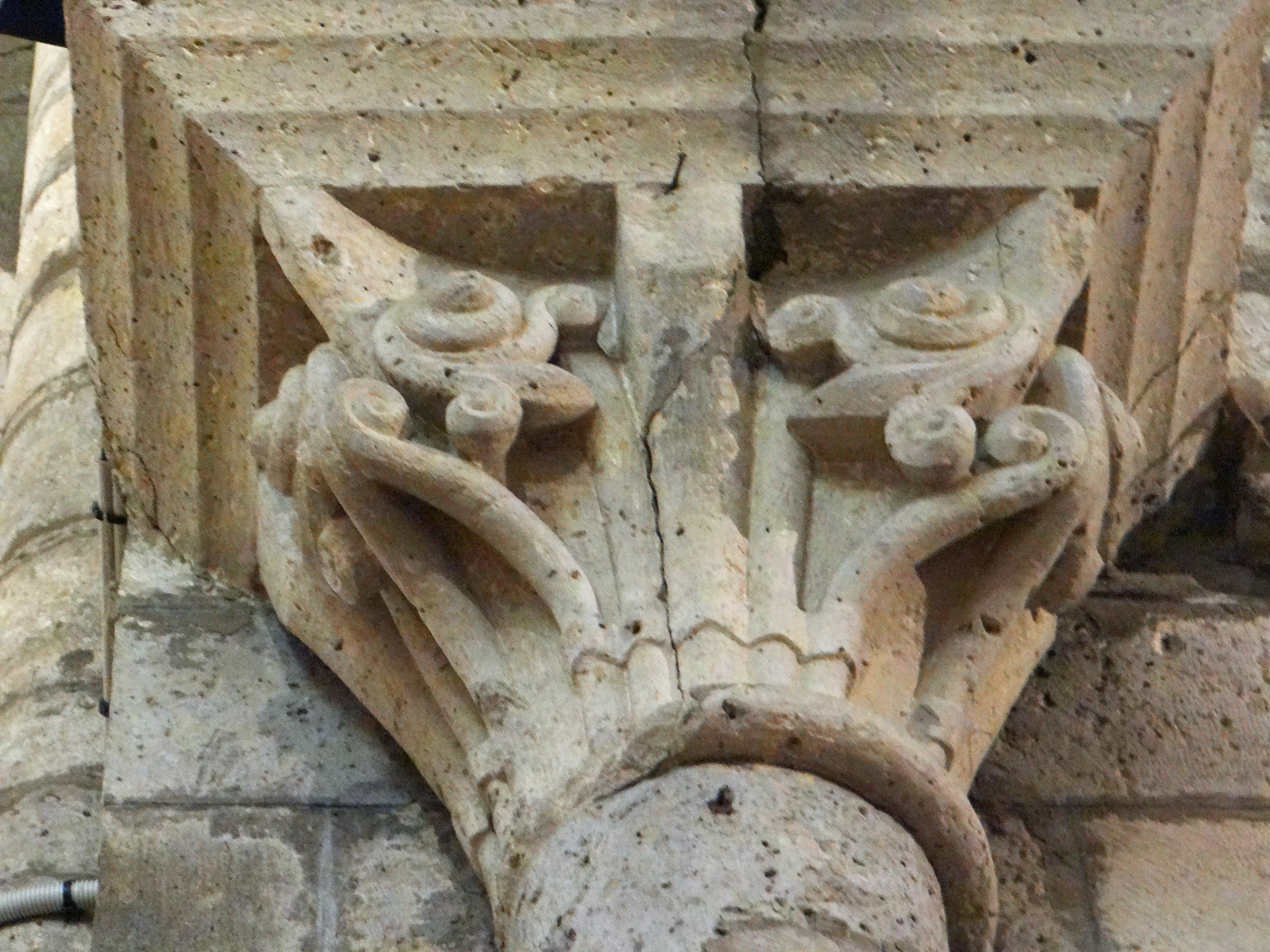
Chapiteau